# Avalanche Software
Avalanche Software is een Amerikaans computerspelontwikkelaar die werd opgericht in oktober 1995 door enkele oud-programmeurs van Sculptured Software.
Het bedrijf werd onderdeel van Disney Interactive Studios in 2005 en werkte aan de Disney Infinity-serie, een spelserie met verzamelfiguren. Na tegenvallende groei in die markt stootte Disney het bedrijf af. Het is sinds 2017 in handen van Warner Bros. Entertainment.

## Ontwikkelde spellen
| Jaar | Titel                               | Platform                                                                                 |
| ---- | ----------------------------------- | ---------------------------------------------------------------------------------------- |
| 1996 | Ultimate Mortal Kombat 3            | Mega Drive, SNES                                                                         |
| 1997 | Mortal Kombat Mythologies: Sub-Zero | Nintendo 64                                                                              |
| 1998 | Off Road Challenge                  | Nintendo 64                                                                              |
| 2000 | Prince of Persia 3D                 | Dreamcast                                                                                |
| 2003 | Tak and the Power of Juju           | GameCube, PlayStation 2                                                                  |
| 2005 | Dragon Ball Z: Sagas                | GameCube, PlayStation 2, Xbox                                                            |
| 2005 | Chicken Little                      | GameCube, PlayStation 2, Xbox, Windows                                                   |
| 2006 | 25 to Life                          | PlayStation 2, Xbox, Microsoft Windows                                                   |
| 2007 | Meet the Robinsons                  | GameCube, PlayStation 2, Xbox 360, Wii, Windows                                          |
| 2008 | Bolt                                | PlayStation 2, PlayStation 3, Xbox 360, Wii, Windows                                     |
| 2010 | Toy Story 3                         | PlayStation 3, Xbox 360, Wii, Windows, Mac OS X                                          |
| 2011 | Cars 2                              | PlayStation 3, Xbox 360, Wii                                                             |
| 2013 | Disney Infinity                     | PlayStation 3, Xbox 360, Wii, Wii U, Windows, iOS                                        |
| 2014 | Disney Infinity 2.0                 | PlayStation 3, PlayStation 4, Xbox 360, Xbox One, Wii U, PS Vita, Windows, iOS, Android  |
| 2015 | Disney Infinity 3.0                 | PlayStation 3, PlayStation 4, Xbox 360, Xbox One, Wii U, Windows, iOS, Android, Apple TV |
| 2017 | Cars 3: Vol Gas voor de Winst       | PlayStation 3, PlayStation 4, Xbox 360, Xbox One, Wii U, Switch                          |
| 2022 | Hogwarts Legacy                     | PlayStation 4, PlayStation 5, Xbox One, Xbox Series X/S, Switch, Windows                 |